# 590 Tomyris
Tomiri (ufficialmente 590 Tomyris) è un asteroide della fascia principale del diametro medio di circa 39,87 km. Scoperto nel 1906, presenta un'orbita caratterizzata da un semiasse maggiore pari a 2,9989351 UA e da un'eccentricità di 0,0772672, inclinata di 11,17819° rispetto all'eclittica.
Stanti i suoi parametri orbitali, è considerato un membro della famiglia Eos di asteroidi.
Il suo nome deriva da Tomiride, regina dei Massageti, che vinse e uccise Ciro il Grande.